# Parahormius cleomenes
Parahormius cleomenes är en stekelart som beskrevs av Nixon 1940. Parahormius cleomenes ingår i släktet Parahormius och familjen bracksteklar. Inga underarter finns listade i Catalogue of Life.